# Пикеризм
Пикери́зм (фр. piquer «уколоть») — парафилия, при которой сексуальное возбуждение достигается через нанесение колотых или режущих ран. В крайних случаях это может повлечь серьёзные травмы или смерть. Пикеризм является формой сексуального садизма. В настоящее время нет серьёзных исследований природы и причин пикеризма, но в истории зафиксировано несколько предполагаемых случаев его проявления.

## Примеры

### Андрей Чикатило
Советский серийный убийца, орудовавший в конце 70-х и начале 80-х годов. Во многих убийствах мог достигать эрекции и оргазма путём нанесения колотых и режущих ран.

### Михаил Попков
Серийный убийца, известный как Ангарский маньяк. В преступлениях часто прослеживались признаки пикеризма, колотые и режущие раны.